# Велтман, Мартинус
Мартинус Ве́лтман (нидерл. Martinus J. G. Veltman; 27 июня 1931, Валвейк, Нидерланды — 4 января 2021) — нидерландский физик, лауреат Нобелевской премии по физике в 1999 году (совместно с Герардом Хофтом).
Член Нидерландской королевской академии наук (1980), иностранный член Национальной академии наук США (2000), Российской академии наук (2016).

## Биография
Был четвёртым из шести детей в семье директора начальной школы в Валвейке — городе на юге Нидерландов. После окончания школы в 1948 году начал изучать физику в университете Утрехта. В 1953 году защитил преддипломную работу со средней отметкой. После получения диплома в период 1956—1959 годов проходил трёхлетнюю военную службу. После военной службы он поступает в аспирантуру по теоретической физике под руководством Леона ван Хова. В 1961 году переехал в Женеву, так как его научный руководитель возглавил там теоретическое отделение ЦЕРНа. В 1963 году защитил диссертацию. После этого провёл нескольких месяцев в ЦЕРНе, наблюдая за нейтринными экспериментами, и затем перешёл в лабораторию SLAC в Стэнфордском университете. Однако уже через несколько месяцев вернулся в ЦЕРН. В 1968 году переехал в Утрехт и занимает кафедру, освободившуюся после ухода его бывшего научного руководителя на пенсию.
После года в университете Мичигана решил переехать в США, куда переселился осенью 1981 года в город Анн-Арбор. В 1996 году вышел на пенсию, с тех пор живёт в Билтховене в Нидерландах.
В 1960 году женился на Аннике; у них родились дочь Хелен (1961) и два сына — Хуго (1966) и Мартейн (1971).

## Достижения
Работал совместно со своим студентом Герардом Хофтом над математической формулировкой калибровочных теорий — теорией перенормировки. В 1977 году ему удалось предсказать массу топ-кварка, что послужило важным шагом для его обнаружения в 1995 году.
В 1999 году совместно с Герардом Хофтом был награждён Нобелевской премией по физике «за прояснение квантовой структуры электрослабых взаимодействий».

## Награды
- Премия в области физики частиц и физики высоких энергий от Европейского физического общества (1993)
- Медаль Дирака от Международного центра теоретической физики имени Абдуса Салама (1996)
- Нобелевская премия по физике (1999)

Именем Велтмана назван астероид номер 9492.